# Whose Side Are You On? (single)
Whose Side Are You On? is een single van de Britse popgroep Matt Bianco. Het is afkomstig van hun eerste album Whose Side Are You On?. In het Verenigd Koninkrijk had Matt Bianco al twee hits achter de rug (Get Out of Your Lazy Bed en Sneaking Out the Back Door) toen ze met deze single ook Nederland veroverden. De single Whose Side Are You On? werd alleen in een Nederland een hitje.
Het nummer gaat over spionage en verwijst naar de naam van de band Matt Bianco, een fantasiespion. Muziekproducent Peter Collins schakelde even later over naar de powerrock van Rush. Ronnie Ross was de saxofonist van de huisband van de Marquee Club.

## Hitnotering

### Nederlandse Top 40
| Positie: | 34 | 24 | 23 | 27 | uit |

### NederlandseSingle Top 100
| Positie: | 32 | 23 | 24 | 22 | 36 | uit |

### NPO Radio 2 Top 2000
Whose Side Are You On? stond alleen in 1999 in de NPO Radio 2 Top 2000, op plek 1987.